# Перелік пам'яток культурної спадщини, що не підлягають приватизації (Миколаївська область)
В Миколаївській області до переліку пам'яток культурної спадщини, що не підлягають приватизації, внесено 19 об'єктів культурної спадщини України.
| Найменування пам'ятки                                                          | Час створення               | Місце розташування                    | Охоронний номер |
| ------------------------------------------------------------------------------ | --------------------------- | ------------------------------------- | --------------- |
| Будинок, у якому розміщувалося Чорноморське гідрографічне депо                 | 1803-1833 роки              | м. Миколаїв, вул. Адміральська, 9-11  | 13              |
| Будівля другої жіночої гімназії                                                | друга половина XX сторіччя  | м. Миколаїв, вул. Адміральська, 24    | 19-М            |
| Будівля театру Монте                                                           | 1881 рік                    | м. Миколаїв, вул. Адміральська, 27    | 5-Мк            |
| Комплекс будівель водолікарні доктора Кенігсберга:                             | 1901 рік                    | м. Миколаїв, вул. Велика Морська, 27  | 24-М            |
| лікувальний корпус                                                             | 1901 рік                    | м. Миколаїв, вул. Велика Морська, 27  | 24-М/1          |
| лікувальний корпус                                                             | 1901 рік                    | м. Миколаїв, вул. Велика Морська, 27а | 24-М/2          |
| лікувальний корпус                                                             | 1901 рік                    | м. Миколаїв, вул. Велика Морська, 27б | 24-М/3          |
| Особняк                                                                        | кінець XIX сторіччя         | м. Миколаїв, вул. Велика Морська, 42  | 27-М            |
| Будівля громадського призначення                                               | XIX сторіччя                | м. Миколаїв, вул. Велика Морська, 47  | 6-Мк            |
| Будівля парафіяльного училища та притулок католицького благодійного товариства | 1900 рік                    | м. Миколаїв, вул. Декабристів, 32а    | 39-М            |
| Будівля Маріїнської гімназії                                                   | 1892 рік                    | м. Миколаїв, вул. Нікольська, 34      | 64-М            |
| Особняк                                                                        | перша половина XIX сторіччя | м. Миколаїв, вул. В. Лягіна, 5        | 50-М            |
| Водонапірна башта                                                              | 1907 рік                    | м. Миколаїв, вул. В. Рюміна, 9        | 95-М            |
| Будівля громадської бібліотеки                                                 | 1894 рік                    | м. Миколаїв, вул. Спаська, 44         | 109-М           |
| Павільйон                                                                      | початок XX сторіччя         | м. Миколаїв, вул. Фалєєвська, 1а      | 55-М            |
| Будинок житловий                                                               | 1840 рік                    | м. Миколаїв, вул. Т. Шевченка, 58     | 123-М           |
| Прибутковий будинок                                                            | кінець XIX сторіччя         | м. Миколаїв, вул. Т. Шевченка, 64     | 124-М           |

## Веселинівський район
| Будинок залізничної станції Колосівка, у якому розміщувався штаб Г.І. Котовського | 1920 рік | смт Кудрявцівка | 801 |

## Вознесенський район
| Будинок, у якому розміщувався Вознесенський військово- революційний комітет і Вознесенський повітовий комітет КП(б)У | 1918-1920 роки | м. Вознесенськ, вул. Жовтнева, 22   | 835 |
| Будинок, у якому навчалися А.О. Сапегін та Є.А. Кібрик                                                               | 1891-1893 роки | м. Вознесенськ, пров. Костенка, 1   | 833 |
| Будинок, у якому навчалася Є.Б. Бош                                                                                  | 1900-1901 роки | м. Вознесенськ, вул. Т. Шевченка, 2 | 834 |

## Очаківський район
| Будинок, у якому проходив суд над П.П. Шмідтом | 1906 рік | м. Очаків, вул. П. Шмідта, 16 | 544 |